# Chuyển dạ ngừng tiến triển
Chuyển dạ ngừng tiến triển, còn gọi là đẻ khó do bị cản trở, là khi mặc dù cơn go tử cung bình thường nhưng thai vẫn không ra được khỏi khung chậu của người mẹ khi sinh đẻ, nguyên nhân là do bị cản trở về mặt cơ giới. Các biến chứng cho thai nhi bao gồm không nhận được đầy đủ oxy, trường hợp xấu nhất có thể dẫn đến tử vong. Nó làm tăng nguy cơ khiến người mẹ bị nhiễm trùng, bị vỡ tử cung, hoặc chảy máu sau sinh. Biến chứng lâu dài cho các bà mẹ là lỗ rò sản khoa. Chuyển dạ ngừng tiến triển được cho là kết quả của việc sinh nở kéo dài, khi giai đoạn hoạt động của việc sinh con dài hơn mười hai giờ.
Nguyên nhân chính của chuyển dạ ngừng tiến triển bao gồm: thai quá lớn hoặc có vị trí bất thường, khung chậu nhỏ, hẹp hay biến dạng, và các vấn đề với đường ống sinh nở. Vị trí bất thường bao gồm đẻ khó vướng vai khi vai trước của thai không vượt qua xương mu một cách dễ dàng. Yếu tố nguy cơ của xương chậu nhỏ bao gồm suy dinh dưỡng và thiếu tiếp xúc với ánh sáng mặt trời gây ra chứng thiếu vitamin D. Việc này thường xảy ra đối với các bà mẹ ở tuổi thanh thiếu niên do khung xương chậu chưa phát triển đầy đủ. 
Vấn đề với ống sinh bao gồm âm đạo và đáy chậu hẹp mà có thể là do cắt âm vật hoặc u bướu. Sản đồ thường được sử dụng để theo dõi tiến triển của quá trình sinh nở và chẩn đoán. Điều này kết hợp với kiểm tra vật lý có thể xác định chuyển dạ ngừng tiến triển.
Xử trí chuyển dạ ngừng tiến triển có thể gồm mổ lấy thai hoặc hút chân không với khả năng mở phẫu thuật tầng xương mu. Các biện pháp khác bao gồm: tiếp nước và duy trì kháng sinh cho người mẹ nếu màng bị vỡ trong hơn 18 giờ. Ở châu Phi và châu Á chuyển dạ ngừng tiến triển ảnh hưởng từ 2 đến 5 phần trăm số ca sinh đẻ. Trong năm 2013 khoảng 5,1 trường hợp đẻ khó xảy ra. Chuyển dạ ngừng tiến triển dẫn đến 19.000 trường hợp tử vong giảm từ 29.000 trường hợp tử vong trong năm 1990 (khoảng 8% các ca tử vong liên quan đến thai kỳ). Hầu hết các trường hợp tử vong do tình trạng này xảy ra ở các nước đang phát triển.